# Emma Gaala
La Emma-gaala es una gala musical finlandesa creada por la International Federation of the Phonographic Industry (IFPI) de Finlandia (ÄKT), galardonando a los mejores artistas y canciones del año. Se está celebrando desde 1983, exceptuando 1988, 1989 y 1990.
Hasta 1991, los ganadores eran elegidos por representantes de ÄKT. Desde 1992 ellos sólo seleccionan los candidatos y los ganadores son elegidos por un jurado de críticos musicales.. En el criterio de selección se incluyen el mérito musical del artista, su impacto musical y comercial y su popularidad.

## Premios
Selección de Ganadores del 2006 en paréntesis
- Mejor Artista Femenina (Emma Salokoski)
- Mejor Artista Masculino(Vesa-Matti Loiri)
- Álbum más popular
- Urban/electronica album (DJBB)
- Mejor banda nueva (Sunrise Avenue)
- Rock álbum (Approach by von Hertzen Brothers)
- Metal álbum
- Best-selling álbum (The Arockalypse by Lordi)
- Special Emma (J. Karjalainen, Matti ja Teppo)
- Golden Emma (Otto Donner)
- Votación del público: Artista finés del año(Lauri Tähkä & Elonkerjuu)
- Votación del público: Mejor artista extranjero del año (Iron Maiden)
- Producción del año
- Banda del año (Lordi)
- Álbum del año (Leskiäidin tyttäret by PMMP)
- Álbum debut del año
- Pieza Musical del Año (Hard Rock Hallelujah by Lordi)
- Jazz Emma
- DVD finés del Año
- Export Emma (Lordi)
- Sorpresa del año
- Emma clásico
- Etno-Emma
- e-Emma (Hard Rock Hallelujah by Lordi)